# Ambléon
Ambléon je obec v departementu Ain v regionu Rhône-Alpes na východě Francie. V roce 2010 zde žilo 116 obyvatel. 

## Geografie
Obec je vzdálena přibližně 12 kilometrů od města Belley. Západně od obce leží nevelké jezero Lac d’Ambléon.

## Historie
Oblast byla osídlena již za dob Římské říše. Patronem obce je svatý Dětřich, který byl v minulosti arcibiskupem vienského arcibiskupství, pod něž obec spadala. Na jeho počest se druhou neděli v únoru každoročně pořádá mše.